# NASA World Wind

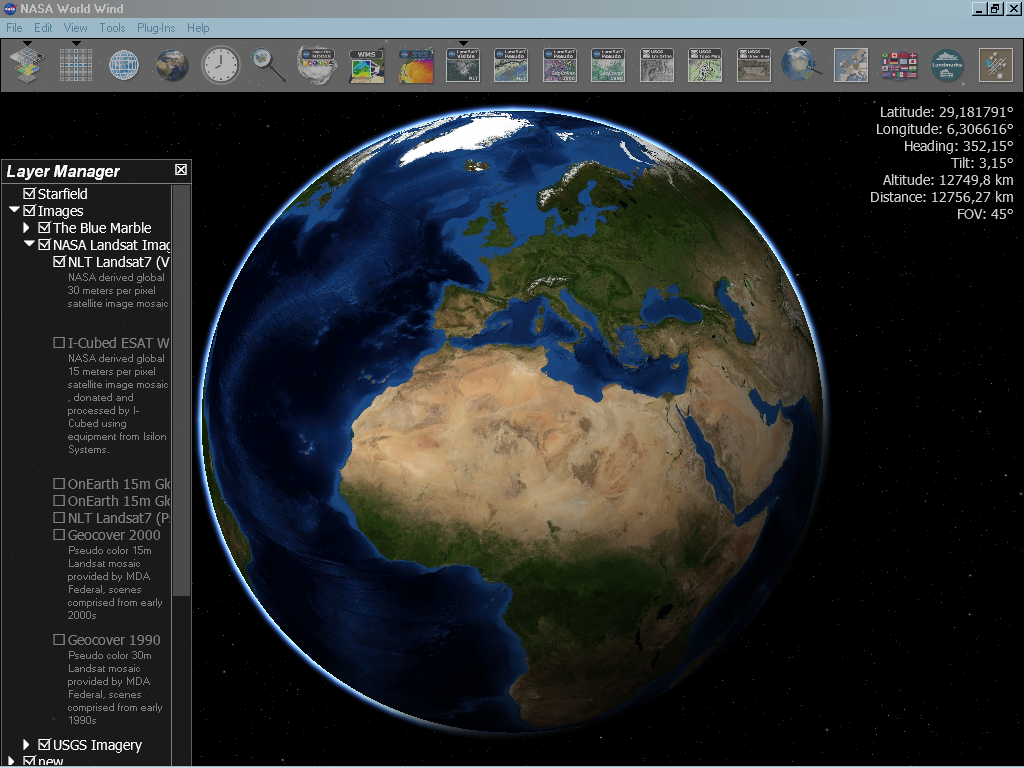
WorldWind軟體截圖

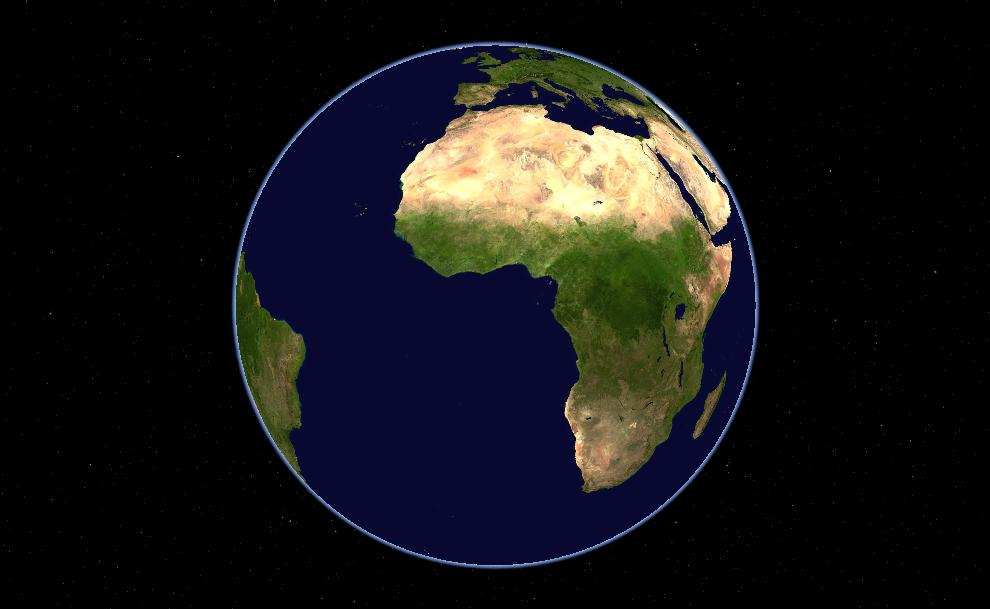
WorldWind 中所顯示的地球

NASA WorldWind（有直譯為世界风者），是美国国家航空航天局（NASA）发布的一个开放源代码的地理科普软件，由NASA Research开发，NASA Learning Technologies來發展，它是一个可视化地球仪，将NASA、USGS以及其它WMS服务商提供的图像通过一个三维的地球模型展现，近期还包含了火星和月球的展现。
用户可在所观察的行星上随意地旋转、放大、缩小，同时可以看到地名和行政区划。软件还包含了一个软件包，能够浏览地图及其它由因特网上的[OpenGIS Web Mapping Service提供的图像。
World Wind（version 1.2e）现在已经包含了到维基百科的超链接。

## 目前软件所使用的数据

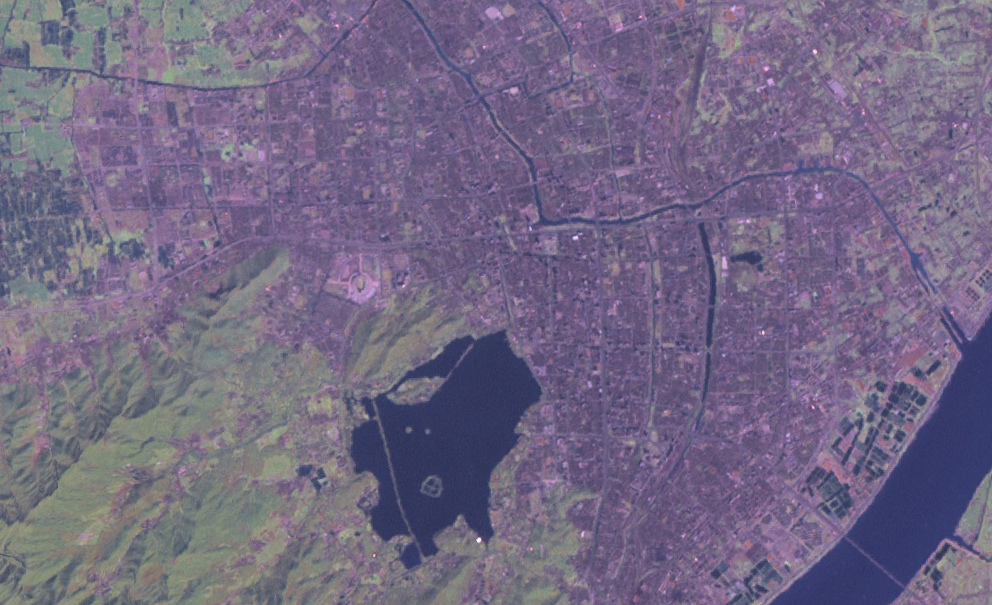
用World Wind拍摄到的杭州市区卫星图

低分辨率的Blue marble数据现在包含的初始安装内，当用户放大到特定区域时，附加的高分辨率数据将会自动从NASA服务器上被下载。
| 图像／地形数据： - 藍色彈珠 图像 - 陸地衛星計畫 图像 - 美國地質調查局 图像 - SRTM 地形数据 |  | 动画数据层： - Animated Earth - 中分辨率成像光谱仪 - GLOBE |

附加的数据也可以被加入，如行政边界，地名以及经纬度等。